# Emirat de Kandahar
L'emirat de Kandahar fou un efímer emirat afganès paixtu que va existir uns anys al segle xix, ocupant la part sud-est de l'Afganistan. El 1880 i 1881 va estar unit amb l'emirat d'Herat sota el mateix emir.

## Història
A la mort de l'emir de l'Afganistan Dost Muhammad (1863) aquest va deixar el tron al seu fill Shir Ali Khan, excloent als dos germans grans d'aquest, Afdal Khan i Azam Khan, el que va portar a una guerra civil que va durar cinc anys. Afdal Khan va obtenir alguns èxits inicials però finalment fou derrotat i empresonat mentre el seu fill Abd al-Rahman va fugir a Bukharà.
El 1866 aprofitant que l'emir Shir Ali era a Kandahar, Abd al-Rahman es va apoderar de Kabul mercès a la traïció del general Rafik Khan, que es va girar contra Shir Ali. Afdal Khan fou alliberat i proclamat emir. Shir Ali va restar uns mesos emir a Kandahar però fou derrotat a Kilat-i Ghilzay el 1867 i va perdre aquesta ciutat. Poc després va morir l'emir Afdal i el seu fill Abd al-Rahman (que tenia ambicions al tron) va sostenir les reclamacions del seu oncle Azam Khan, però les forces d'aquest i d'Abd al-Rahman associades, foren derrotades per Shir Ali (i els seus fill Yakub Khan i Zana Khan) prop de Gazni, recuperant Shir Ali el domini de Kabul i sent restaurat com emir de l'Afganistan.
El 1872 els russos van ocupar el Kanat de Khivà. Shir Ali va demanar protecció als britànics que s'hi van negar i aleshores va fer aliança amb els russos. Finalment va esclatar la Segona guerra angloafganesa (1878-1880); Shir Ali fou derrotat pels britànics a va morir en la fugida; el seu fill i successor Muhammad Yakub Khan, va reconèixer la sobirania britànica sota certes condiciones: cedia els congost de Khyber, Paibar i Khodjak i consentia en el nomenament d'un resident britànic a Kabul que controlaria les relacions exteriors. Yakub va anomenar al seu germà Ayyub Khan com emir d'Herat (març de 1880). Però al cap de poc temps Yakub no va aconseguir mantenir el control de les tribus; el resident britànic Louis Cavagnari fou assassinat, el que va obligar a una segona campanya dels britànics que va aconseguir la rendició de Yakub Khan, que fou exiliat a l'Índia Britànica quedant el tron vacant; els britànics estaven en mala situació en un país enemic molt mal comunicat, i havien de buscar un sobirà acceptable doncs, davant l'expansió russa, els britànics volien establir un Afganistan fort i amic que fes de tampó entre els dominis russos a Turquestan i els britànics a l'Índia. El tron fou finalment ofert a Abd al-Rahman (juliol de 1880) en determinades condicions que deixaven notable influència als britànics, condicions acceptades per Abd al-Rahman a la conferència de Zimma el 31 de juliol i 1 d'agost de 1880. La província de Kandahar seria un emirat semiautònom pel qual el govern de Lord Lytton va escollir a un membre dels sadozai, anomenat també Shir Ali, amb el títol de wali de Kandahar, però Ayyub Khan, emir d'Herat i fill del difunt emir Shir Ali Khan (i cosí germà d'Abd al-Rahman) el va atacar i el va derrotar ocupant Kandahar; les tropes britàniques enviades sota comandament del general Burrows foren derrotades a Maiwand el 27 de juliol de 1880, però Lord Frederick Roberts va efectuar una marxa ràpida de Kabul a Kandahar i va aconseguir derrotar a Ayyub que es va haver de retirar cap al seu emirat original d'Herat. La primavera següent (1881) els britànics es van començar a retirar de l'Afganistan.
Quan Abd al-Rahman Khan va ser nomenat emir de l'Afganistan, va intentar estendre la seva autoritat a tot el país i el juliol de 1881 Ayyub Khan d'Herat, com que els britànics havien iniciat la retirada del país, li va declarar la guerra al·legant que era un emir il·legítim perquè havia estat nomenat pels anglesos, i es va apoderar altre cop de Kandahar recuperant aquest emirat; però Abd al-Rahman es va presentar a la ciutat i en una batalla a les planes de Kandahar, sota els murs de la mateixa ciutat, Ayyub fou derrotat perdent tota la seva artilleria i equipament (setembre) i el va obligar a retirar-se cap a Herat; Abd al-Rahman va marxar contra aquesta ciutat en què finalment van entrar el 2 d'octubre següent. Ayyub es va haver de retirar cap a Mashad a Pèrsia.
El 1887 Ayyub Khan va fer un darrer intent de recuperar l'emirat de Kandahar, durant la revolta dels ghalzai (1886-1887); va envair Afganistan i va provar d'establir-se a Herat i Kandahar, però fou derrotat i va haver de fugir cap a l'Índia Britànica.
El 1929 les reformes del sobirà afganès Amanullah Khan (1919-1929) van provocar revoltes religioses i tribals. Un cap de bandits tadjik de nom Habib Allah Kalakani (conegut com a Bacha-i-Sakaw: "el fill de l'aiguador") es va apoderar de Kabul (gener de 1929) i va establir una nova dinastia, regnant amb el nom de Habib Allah Khan. Amanullah va fugir a Kandahar i breument va governar allí però no va tardar en retirar-se en exili a l'Índia Britànica, mentre les tribus paixtus locals donaven suport a Nadir Khan que al novembre va ocupar Kabul i va accedir al tron com a Muhammad Nadir Shah.

## Emirs de Kandahar
- Shir Ali Khan 1866-1867
- Unió amb Kandahar formant l'emirat de l'Afganistan 1867-1880
- Shir Ali Sadozai 1880
- Ayyub Khan (emir d'Herat 1880-1881) 1880
- Unió a Kabul restaurant l'Afganistan 1880-1881
- Ayyub Khan d'Herat (segona vegada) 1881
- A Kabul per restaurar l'emirat de l'Afganistan 1881
- Ayyub Khan (tercera vegada, en rebel·lió) 1887
- Amanullah Khan 1929 (emir a Kandahar)
- Nadir Khan Barakzai 1929 (emir a Kandahar), després rei de l'Afganistan.